# Улица Страумес (Рига)
Улица Стра́умес (латыш. Straumes iela) — улица в Риге, в Видземском предместье, в историческом районе Браса. Начинается от улицы Инвалиду как продолжение улицы Лачу; пролегает в северном направлении и заканчивается тупиком. С другими улицами не пересекается.
Общая длина трассы улицы — 202 метра, из которых только 75 м имеет вид асфальтированной улицы, далее переходящей в зелёную зону. По благоустроенной части улицы разрешено двустороннее движение. Общественный транспорт не курсирует.

## История
Улица Страумес впервые показана на картах города за 1880—1883 год под названием Тюремная улица (латыш. Cietuma iela, нем. Gefängnisstrasse), поскольку пролегала рядом с исправительным заведением, расположенным здесь и в наши дни. В 1950 году получила современное название (от латыш. straume — течение, поток), которое более не изменялось.
На картах первой половины XX века улица продолжается с выходом к улице Лактас у здания железнодорожной станции Браса.